# Chabot de l'Hérault
Espèce
Statut de conservation UICN

 CR B1ab(ii,iii)+2ab(ii,iii) : 
En danger critique
Le Chabot de l'Hérault (Cottus rondeleti)  est une espèce de poissons de la famille des Cottidae, endémique des bassins du département de l'Hérault en France. Son nom a été donné en l'honneur de Guillaume Rondelet, précurseur de l'ichtyologie européenne et d'un des tout premiers traités ichtyologiques. 

## Description
Cottus rondeleti peut atteindre une longueur de 8 cm. Il vit dans des ruisseaux à eau claire et rapide, au fond de pierre.

## Menaces
L'espèce n'est présente que dans trois tronçons de cours d'eau dans un petit bassin côtier dans l'Hérault où la sécheresse, aggravée par l'extraction d'eau et le changement climatique constitue une menace majeure pour la survie de l'espèce. Depuis 2008, l'UICN a classé l'espèce en danger critique d'extinction.

## Publication originale
- Freyhof, J., Maurice Kottelat & A. Nolte. 2005. Taxonomic diversity of European Cottus with description of eight new species. Ichthyological Exploration of Freshwaters 16(2): 107-172.